# Darren Lynn Bousman
Darren Lynn Bousman (n. 11 ianuarie 1979, Overland Park, Kansas) este un scenarist și regizor american.